# Caradaguis
Caradaguis (em azeri: Qaradağlılar) são um subgrupo étnico turco de azeris, que vivem sobretudo no sul do rio Aras, na região montanhosa de Arasbarã (Caradague) no Azerbaijão Oriental, Irã. Até tardiamente no século XIX, mantinham um estilo de vida nômade, atravessando as fronteiras do Império Otomano e Império Russo para pastoriar gado.